# Pepe Begines
José Begines Guzmán (Los Palacios y Villafranca, 24 de agosto de 1967), conocido artísticamente como Pepe Begines, es un músico, autor y compositor español que empezó su carrera musical como vocalista en el grupo No me pises que llevo chanclas, creado en 1986.

## Biografía
José nació el 24 de agosto de 1967, en el pueblo sevillano de Los Palacios y Villafranca, España.

### Grupo
En verano de 1987, tiene lugar el primer concierto de No me pises que llevo chanclas. Denominan "Agropop" al estilo que, de manera natural, se va creando en esos directos, que el primer año llegan a ser 128. El éxito de la banda sigue aumentando en toda la década de los 90. A partir de su tercer disco, son fichados por la internacional Sony Music.

### Solista
Con la disolución del grupo en el año 2000, realizó pequeñas giras por algunos teatros del norte con su guitarrista Pájaro de Alcosa dando conciertos en la gira Lírica y Burla. Además realizó una gira con Kiko Veneno, cuyo disco se distribuyó solamente por internet y que recibió el nombre de Gira mundial (2002).  
Después realiza un disco en solitario, Mi propia película (2004), con el apoyo de Kiko Veneno y otros músicos.
En 2007 publicó el disco Live in Lisboa, esta vez con el nombre artístico de Pepe El Lusitano.
En 2017 editó un doble disco en directo con No me pises que llevo chanclas
En 2019 grabó junto a No me pises que llevo chanclas su último disco de estudio, Rock con tomate.